# Thage G. Peterson
Thage Edvin Gerhard Peterson, född 24 september 1933 i Bergs församling i Kronobergs län, är en svensk politiker (socialdemokrat). Under flera decennier hörde Peterson till de tunga namnen inom Socialdemokraterna och innehade bland annat poster som industriminister, försvarsminister och riksdagens talman.

## Biografi
Peterson är son till kyrkovaktmästaren Edvin Peterson och Martina, född Jonasson. Peterson var jordbruksarbetare 1947–1951, gick i folkhögskola 1951–1953, blev socionom i Lund (Sydsvenska socialinstitutet) 1957, var kommunalkamrer i Ärla 1958–1959, var anställd vid Folkets husföreningarnas riksorganisation 1959 och dess verkställande direktör 1967–1971. Peterson är sedan 1962 gift med Marion, född Karlsson 1935.
Han var statssekreterare i statsrådsberedningen 1971–1975, styrelseledamot i RESO:s förvaltningsråd 1965–1971, ARE-bolagen 1967–1971, Sveriges Biografägarförbund 1967–1971, styrelseleordförande Folkets husrörelsens affärsbolag 1968–1971 och styrelseledamot i Apoteksbolaget 1970–1972.
Peterson var ledamot av radionämnden 1964–1971, styrelseledamot av Svenska Filminstitutet 1967–1971, vice ordförande i Riksteatern 1967–1974, ordförande i företagsdemokratirådet 1982–1983, regionalpolitiska rådet från 1982, industriella och tekniska rådet från 1982, näringspolitiska rådet från 1982, läkemedelsindustrirådet från 1984 och småföretagaredelegationen från 1982 samt ledamot av forskningsberedningens arbetsutskott från 1983. Han var ledamot av filmcensurutredningen 1965–1969 och 1968 års filmutredning 1968–1972, ordförande i ungdomsbostadsutredningen 1969–1971 och delegationen för jämställdhet mellan män och kvinnor 1973–1974, expert i 1962 års polisutbildningskommitté 1962–1966, expert och sedermera ordförande i Samlingslokalutredningen 1968–1972 och expert i energirådet 1974–1976. 
Peterson var vice ordförande i Nacka arbetarekommun 1959–1964 och dess ordförande 1967–1974, ledamot av verkställande utskottet i SSU 1961–1967, 2:e förbundsordförande och förbundssekreterare 1964–1967, ordförande i Socialdemokraternas Nackakrets 1967–1970 och i Socialdemokraternas distrikt för Stockholms län från 1974, ledamot av partistyrelsen och dess verkställande utskott från 1975. Han var stads- och kommunfullmäktig i Nacka 1967–1974 samt ledamot av skolstyrelsen 1959–1968.

## Befattningar från 1971
- Riksdagsledamot 1971–1998
- Styrelseledamot i Riksdagsgruppen 1977–1982
- Konsultativt statsråd i statsrådsberedningen (samordningsminister) 27 oktober 1975–1976 och 1997–1998
- Industriminister 1982–1988
- Justitieminister 1988
- Riksdagens talman 1988–1991
- Försvarsminister 1994–1997

## 2000-talet
Under 2000-talet var Peterson engagerad i att skapa opinion för tillbakadragandet av svensk trupp från Afghanistan, bland annat genom arbete i föreningen Afghanistansolidaritet. Peterson var en av initiativtagarna till ett upprop, "Ta hem de svenska trupperna från Afghanistan", som publicerades i Aftonbladet februari 2007.
Peterson har som pensionär läst in en kandidatexamen i kyrkovetenskap vid Ersta Sköndal högskola där han skrev en kandidatuppsats som behandlar relationen mellan Gud, människa och djur i Bibeln och hur den kan förstås. Samt en magisterexamen i kyrko- och missionsstudier vid Uppsala universitet med en magisteruppsats om kyrkan som subjekt i KG Hammars syn på arbetet för fred.

## Ordnar och utmärkelser
- Medaljen Illis Quorum i guld av 18:e storleken (1998)